# Stanko Bajsić
Stanko Bajsić (Ludbreg, 17. travnja 1937.), dugogodišnji je društveno-politički radnik. Po zanimanju je poljoprivredni tehničar.

## Politička karijera
Član je SKJ od 1955. godine do 1990. Završio je Političku školu "Josip Broz Tito" u Kumrovcu.
Bio je član Kotarskog komiteta SK Đurđevac, Sekretar Kotarskog komiteta omladine Koprivnica, Sekretar OK SKH Ludbreg, član Statutarne komisije SKH i SKJ, Predsjednik Skupštine Općine Ludbreg te Generalni direktor SOUR-a Bednja Ludbreg. 
Bio je delegat na 10. kongresu SKJ i 8. kongresu SKH.
Posljednji je Predsjednik Skupštine Općine Ludbreg (1981. – 1990.).

## Odlikovanja
Stanko Bajsić primio je brojna odlikovanja. Neka od istaknutijih su: Orden rada sa zlatnim vijencem te Orden zasluga za narod sa srebrnom zvijezdom. 

## Kasniji život
Stanko Bajsić povukao se iz političkog života 1990. godine.